# آندرس هرکل
آندرس هرکل (استونیایی: Andres Herkel؛ زادهٔ ۱۴ اوت ۱۹۶۲) سیاست‌مدار اهل استونی است. وی از سال ۱۹۹۹ تا ۲۰۱۹ نماینده مجلس استونی بوده.